# يوسف حميد
يوسف خواجه حميد (ولد في 25 يوليو 1936) هو كيميائي ورجل أعمال وملياردير هندي، رئيس شركة سيبلا، وهي شركة أدوية عامة أسسها والده خواجة عبد الحميد في عام 1935.

## النشأة
ولد يوسف حميد في ليتوانيا للأم يهودية (لوبا ديركزانسكا 1903-1991) وأب مسلم، تلقى يوسف تعليمه في كاتدرائية ومدرسة جون كونون في بومباي. وهو حاصل على درجة الدكتوراه في الكيمياء من كلية المسيح، كامبردج.

## المهنة
من المعروف أن يوسف تحدى شركات الأدوية الغربية الكبيرة من أجل توفير أدوية وعلاجات عامة للأيدز ولأمراض أخرى تؤثر في المقام الأول على الناس في البلدان الفقيرة. وقد بذل يوسف جهود كثيرة للقضاء على الإيدز في العالم النامي وإعطاء المرضى أدوية بغض النظر عن قدرتهم على الدفع، لأنقاذ حياتهم.
وقال يوسف في أحد تصريحاته: «لا أريد أن أصنع المال من هذه الأمراض التي تتسبب في انهيار نسيج المجتمع كله».